# Leucopholis rorida
Leucopholis rorida är en skalbaggsart som beskrevs av Fabricius 1801. Leucopholis rorida ingår i släktet Leucopholis och familjen Melolonthidae. Inga underarter finns listade i Catalogue of Life.